# Objaw Lowenberga-Maya
Objaw Lowenberga-Maya – występujący w zakrzepicy żył głębokich objaw o małej czułości i swoistości (jedna i druga < 50 %). Polega on na wystąpieniu bolesności łydki po uciśnięciu jej mankietem sfigmomanometru.